# Santo Subito
Santo Subito − Cantobiografia JP II – dwupłytowy album studyjny Piotra Rubika. Wydawnictwo ukazało się 2 października 2009 nakładem wytwórni muzycznej EMI Music Poland. Autorem libretta jest Jacek Cygan, a muzykę skomponował Piotr Rubik.
Jako soliści wystąpili Anna Józefina Lubieniecka, Marta Moszczyńska, Zofia Nowakowska, Grzegorz Wilk, Michał Gasz i Michał Bogdanowicz. Na koncertach od 2010 roku Annę Józefinę Lubieniecką zastąpiła Ewa Prus. W roli narratora wystąpił Jakub Wieczorek. Na płycie wystąpił  Wrocławski Chór Akademicki pod kierunkiem Alana Urbanka i muzyków Polskiej Orkiestry Radiowej. Autorem okładki płyty jest artysta plastyk Andrzej Pągowski.
Singlami promującymi album zostały utwory „Nie wstydź się mówić, że kochasz”, do którego premiera teledysku odbyła się 8 października 2010 roku, oraz „Miłość cierpliwa jest, lecz i niecierpliwa”, premiera teledysku do piosenki miała miejsce 22 października 2010.

## Wykonania na żywo
Prapremierowy koncert odbył się 4 kwietnia 2009 roku w bazylice mniejszej pw. Świętego Wincentego à Paulo w Bydgoszczy. Koncert premierowy odbył się 5 kwietnia 2009 roku w Sali Kongresowej w Warszawie.
27 kwietnia 2014 roku na Rynku we Wrocławiu odbył się koncert Santo Subito z okazji kanonizacji Jana Pawła II.

## Sprzedaż
Płyta dotarła na 8 miejsce sprzedaży pod koniec listopada 2009 roku. Album uzyskał status platynowej płyty.
| Kraj   | Lista sprzedaży (2009)    | Najwyższa pozycja | Certyfikat      | Sprzedaż |
| ------ | ------------------------- | ----------------- | --------------- | -------- |
| Polska | Oficjalna Lista Sprzedaży | 8                 | platynowa płyta | 20 000+  |

## Lista utworów
Opracowano na podstawie materiału źródłowego
| CD 1 | CD 1                                                                                         | CD 1        | CD 1        | CD 1    |
| Nr   | Tytuł utworu                                                                                 | Słowa       | Muzyka      | Długość |
| ---- | -------------------------------------------------------------------------------------------- | ----------- | ----------- | ------- |
| 1.   | „Uwertura”                                                                                   |             | Piotr Rubik | 3:50    |
| 2.   | „Modlitwa – Przygotowanie” (śpiew: Marta Moszczyńska)                                        | Jacek Cygan | Piotr Rubik | 1:40    |
| 3.   | „Lolek” (śpiew: wszyscy soliści)                                                             | Jacek Cygan | Piotr Rubik | 2:25    |
| 4.   | „Wadowice – Roma” (śpiew: Zofia Nowakowska i Michał Bogdanowicz)                             | Jacek Cygan | Piotr Rubik | 5:30    |
| 5.   | „Teatr, teatr, teatr się otwiera” (śpiew: wszyscy soliści)                                   | Jacek Cygan | Piotr Rubik | 3:30    |
| 6.   | „Okna Krakowa” (śpiew: Anna Józefina Lubieniecka)                                            | Jacek Cygan | Piotr Rubik | 4:30    |
| 7.   | „Wojna – Msza na Wawelu” (czyta: Jakub Wieczorek)                                            | Jacek Cygan | Piotr Rubik | 3:35    |
| 8.   | „Tajemnica powołania” (śpiew: Marta Moszczyńska)                                             | Jacek Cygan | Piotr Rubik | 5:55    |
| 9.   | „W Niegowici śniegu wici” (śpiew: Anna J. Lubieniecka, Marta Moszczyńska i Zofia Nowakowska) | Jacek Cygan | Piotr Rubik | 4:15    |
| 10.  | „Rodzinka wujka Karola” (śpiew: Marta Moszczyńska i Grzegorz Wilk)                           | Jacek Cygan | Piotr Rubik | 4:10    |
| 11.  | „Jest witraż u Franciszkanów” (czyta: Jakub Wieczorek)                                       | Jacek Cygan | Piotr Rubik | 3:36    |
|      |                                                                                              |             |             | 42:56   |

| CD 2 | CD 2 | CD 2        | CD 2        | CD 2    |
| Nr   | Tytuł utworu                                                                                               | Słowa       | Muzyka      | Długość |
| ---- | --- | ----------- | ----------- | ------- |
| 1.   | „Habemus Papam” (śpiew: Zofia Nowakowska, Grzegorz Wilk i Michał Gasz)                                     | Jacek Cygan | Piotr Rubik | 4:15    |
| 2.   | „Le porte di Roma” (śpiew: Michał Bogdanowicz)                                                             | Jacek Cygan | Piotr Rubik | 5:35    |
| 3.   | „Papież – Pielgrzym” (śpiew: Anna J. Lubieniecka, Marta Moszczyńska, Grzegorz Wilk i Michał Gasz)          | Jacek Cygan | Piotr Rubik | 3:54    |
| 4.   | „Il canto dell colombo” (śpiew: Grzegorz Wilk)                                                             | Jacek Cygan | Piotr Rubik | 5:52    |
| 5.   | „Nie wstydź się mówić, że kochasz” (śpiew: Zofia Nowakowska i Michał Gasz)                                 | Jacek Cygan | Piotr Rubik | 3:51    |
| 6.   | „Tatry strome jak krzyż” (śpiew: Michał Bogdanowicz, Michał Bogdanowicz i Grzegorz Wilk)                   | Jacek Cygan | Piotr Rubik | 4:05    |
| 7.   | „Miłość cierpliwa jest, lecz i niecierpliwa” (śpiew: wszyscy soliści)                                      | Jacek Cygan | Piotr Rubik | 4:28    |
| 8.   | „Ave Maria Jasnogórska” (śpiew: Zofia Nowakowska)                                                          | Jacek Cygan | Piotr Rubik | 4:55    |
| 9.   | „Modlitwa – Spełnienie” (śpiew: Michał Gasz)                                                               | Jacek Cygan | Piotr Rubik | 4:35    |
| 10.  | „Santo” (śpiew: wszyscy soliści)                                                                           | Jacek Cygan | Piotr Rubik | 3:09    |
| 11.  | „Łódź to barka, a barka to Łódź” (śpiew: A. J. Lubieniecka, M. Moszczyńska, Z. Nowakowska, M. Bogdanowicz) | Jacek Cygan | Piotr Rubik | 3:57    |
|      | |             |             | 48:36   |